# Шинкай, Георге
Георге Шинкай (рум. Gheorghe Șincai; 11 марта 1754, Муреш, Австрийская империя — 2 ноября 1816, Синье, ныне Свиница в Словакии) — румынский историк, филолог, поэт, переводчик, просветитель, педагог. Доктор теологии и философии. Представитель Трансильванской школы, на которую повлияло европейское Просвещение.

## Биография

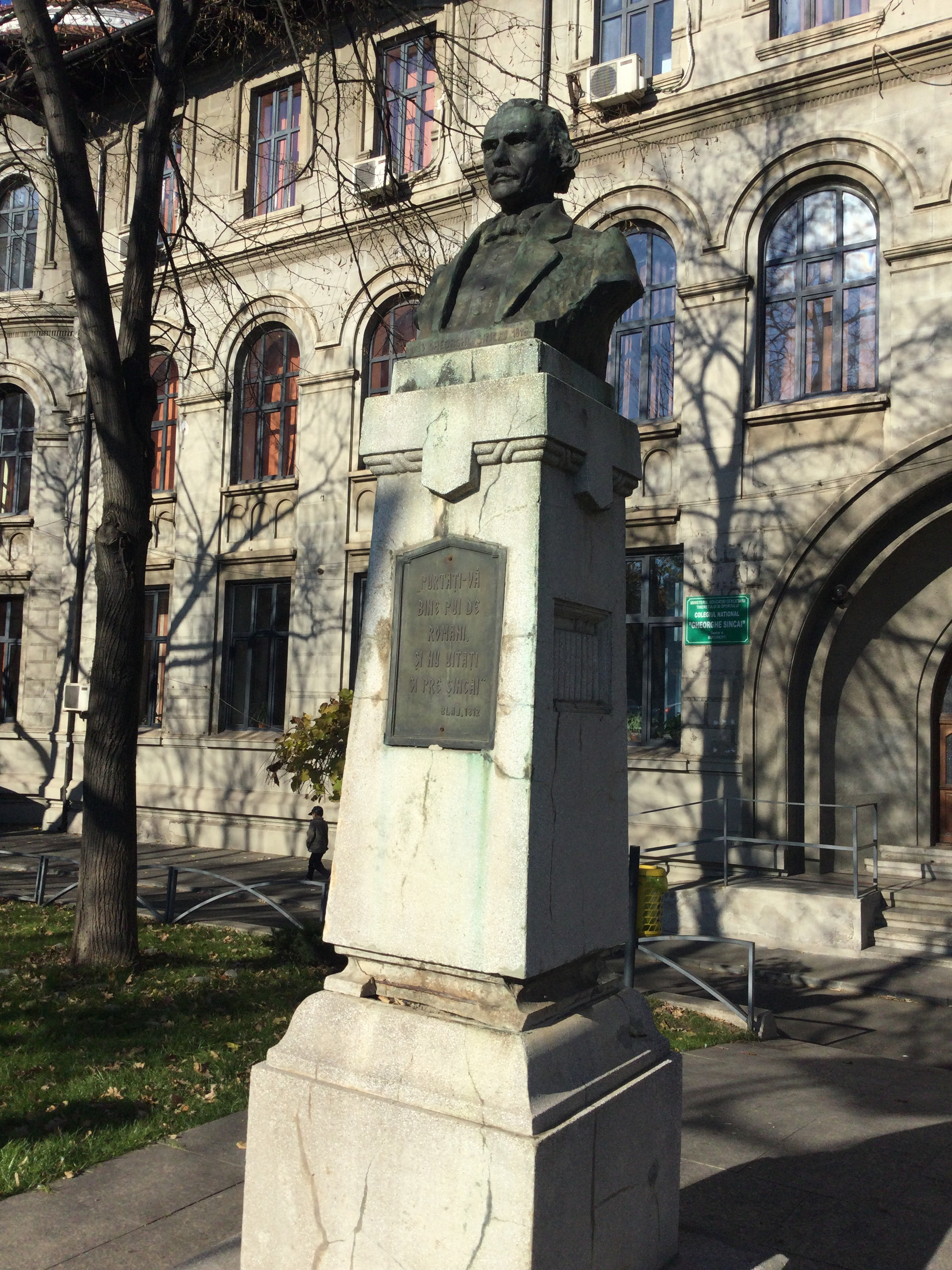
Бюст в Бухаресте

Образование получил в Клуже (1768—1772), Блаже (1773), Риме (1774—1779; в католическом коллеже, где стал доктором теологии и философии.
В 1779—1782 годы совершенствовал педагогические знания в коллеже в Вене. В 1782—1794 годы — директор униатских (греко-католических) начальных школ в Трансильвании. В этом качестве сыграл важную роль в продвижении современной культуры в сельской местности.
На основе значительного количества собранных документов написал «Хронику румын и других народов» (Chronica românilór si a mai multor némuri…, v. 1-4, 2 ed., Buc, 1886), в которой с позиций идеалистического рационализма комментировал важнейшие события из истории румынского народа с 86 до 1739 года, отстаивал точку зрения автохтонности румын на своей территории, населенных ими в новое время. Выступал против крепостничества, за полное национальное освобождение румын просвещенными монархами.
В составленных им учебниках «История природы» (Istoria naturei sau a firei) и «Естественное учение об изживании суеверий народа» (Invatatura fireasca spre surparea superstitiei norodului, Buc, 1800) с позиций механистического материализма изложил достижения науки в изучении природы. Был рецензентом первой румынской грамматики авторства Самуила Мику-Клейна (Elementa linguae daco-romanae sive valachicae).

## Источник
- Шинкай, Георге — статья из Большой советской энциклопедии.
- Шинкай, Георгий // Энциклопедический словарь Брокгауза и Ефрона : в 86 т. (82 т. и 4 доп.). — СПб., 1890—1907.
- Советская историческая энциклопедия. В 16 томах. — М.: Советская энциклопедия. 1973—1982. Том 16.
- Istoria gindirii sociale si filozofice in România, Buc, 1964, p. 94-107; Tomus M., Gheorghe Sincai, (Buc), 1967.